# Davvero (programma televisivo)
Davvero è stato un programma televisivo italiano realizzato da Raidue nel 1995. Nato grazie alla struttura produttiva Format di Giovanni Minoli, una divisione indipendente della RAI (Un posto al sole, Vita l'Italia, Microfono della notte, Turisti per caso, Misteri, Mixer giovani, Top Secret – l'altra faccia della Storia), Davvero può essere considerato il primo esempio italiano di reality show, se non di vero e proprio docu-drama, nel tentativo di definire la cosiddetta generazione X (next generation) dei giovani italiani, totalizzando ascolti con picchi medi di 2.489.000 telespettatori.

## Caratteristiche
Importando in Italia l'esperienza di The Real World, il serial televisivo americano di MTV creato nel 1992, il programma sperimentale proponeva per la prima volta sulla televisione italiana una formula a metà strada tra documentario e soap opera, nella quale sette studenti di età compresa fra i 18 e i 25 anni, assieme a un cane di nome Indy, venivano ripresi da telecamere fisse nel proprio appartamento per la durata di 6 mesi. A differenza delle versioni successive del format televisivo, Davvero non prevedeva per i "concorrenti" né premi né giochi.
La serie è ambientata nella città di Bologna in via Jacopo della Lana, ed è basata su circa 1500 ore di registrazione, effettuate da telecamere e microfoni installati in tutti gli ambienti della casa, ad eccezione del bagno e delle camere da letto. I personaggi del programma vengono ripresi mentre litigano, si ubriacano, studiano, mangiano, si innamorano, seguendo il modello della «generazione zapping», già definito dallo psichiatra Vittorino Andreoli a metà degli anni '90.
Il programma fu prodotto da Carlo Degli Esposti, che nella città di Bologna è nato e che sarebbe diventato in seguito presidente della Palomar-Endemol. Annovera fra gli autori Andrea Salvadore, Piero Corsini, Monica Ghezzi, Piccio Raffanini, Antonio Leotti. Vengono montate e trasmesse 45 puntate, all'interno di Mixer Giovani con Sveva Sagramola, per un costo approssimativo di 40 milioni di lire a puntata e con il contributo di un centinaio di milioni di lire dalla Regione Emilia-Romagna.
La sigla dei titoli di testa era affidata al brano Loser del cantante Beck.

## Personaggi
Per vivere nella casa di Davvero i sette studenti, ribattezzati dai giornali "i magnifici sette", hanno percepito circa un milione di lire al mese, oltre a vitto e alloggio.
- Lisa, 25 anni, da Firenze
- Giacomo, 24 anni, da Bologna
- Francesco Vallelonga, da Soverato (Catanzaro)
- Angela Cosentino, di Ferrandina (Matera)
- Guido Cella, 22 anni, da Milano
- Silvia, 19 anni
- Nicola Rebeschini, da Rovereto (Trento)
- Indy (il cane)

## Chiusura
Il programma fu interrotto a seguito della decisione di Giovanni Minoli di produrre Un posto al sole.

## Versione statunitense
Nella versione statunitense, a detta dello stesso Salvadore copiata di sana pianta, sette ragazzi di diversa età, provenienza e aspirazione professionale venivano raccolti in un appartamento del quartiere newyorkese di Soho e costantemente ripresi dalle telecamere.